# 風と共に去りぬ (曲)
「風と共に去りぬ」（Gone with the Wind）は1937年に発表されたポピュラー音楽。音楽はアリー・リューベルによって書かれ、歌詞はハーブ・マギッドソンによって書かれた。この曲はホレイス・ヘイトと彼のブリガディエによって録音されたバージョンが、1937年にナンバーワンになった。  その後この曲もエラ・フィッツジェラルドやクリス・コナーなど多くのアーティストが録音し、ジャズ・スタンダードの一つとなった。

## インスピレーション
この曲のタイトルが1936年のマーガレットミッチェルの小説「風と共に去りぬ」に何らかの形で関連していたかどうかを判断することは難しく、この小説も1937年にベストセラーリストを独占してピューリッツァー賞を受賞したこともあり、この曲のリリースのタイミングは偶然ではないことを示唆している。それでも、歌の歌詞は小説の主題との明白な関係はない。この曲は、この本の1939年の映画で取り上げられた音楽とも何ら関係はない。 

## 主な録音アーティスト
- エラ・フィッツジェラルド
- クリス・コナー
- ウェス・モンゴメリー
- ビリー・ホリデイ
- ドリス・デイ
- ドリス・デイ
- デイヴ・ブルーベック
- アート・ペッパー
- フランク・シナトラ
- ジュリー・ロンドン
- ビル・エヴァンス
- アンディ・ウィリアムス